# آتش و خون (رمان)
آتش و خون (انگلیسی: Fire & Blood) رمانی فانتزی نوشته جرج آر. آر. مارتین، نویسنده آمریکایی است که توسط داگ ویتلی تصویرگری شده‌است. این کتاب به بیان تاریخچه خاندان تارگارین، دودمانی که بر هفت پادشاهی وستروس در پس‌زمینه مجموعه‌اش ترانه یخ و آتش حکومت می‌کردند، می‌پردازد. اگرچه در ابتدا برای انتشار این کتاب پس از اتمام مجموعه برنامه‌ریزی شده بود، مارتین قصد خود را برای انتشار آن در دو جلد نشان داد چرا که مطالب بیش از حد حجیم شده بود. جلد اول در ۲۰ نوامبر ۲۰۱۸ منتشر شد.
نیمه دوم جلد اول (نسخه توسعه یافته پرنسس و ملکه) در سریال خاندان اژدها اثر اچ‌بی‌او که پیش‌درآمدی برای بازی تاج‌وتخت است، اقتباس شده‌است.این کتاب توسط نشر باژ و کنار با ترجمه‌ی آقای شهرابی به زبان فارسی منتشر شده است.

## محتوا
آتش و خون به جای یک رمان، به شکل یک رساله علمی در مورد دودمان تارگارین است که توسط یک مورخ در دنیای ترانه یخ و آتش به نام استاد گیلدین نوشته شده‌است. گیلدین برای وقایع تاریخی که توصیف می‌کند، منابع اولیه داستانی مختلفی را ذکر می‌کند، که گزارش‌های آن‌ها گاهی با یکدیگر در تضاد هستند که روش‌های تاریخ‌نگاری قرون وسطایی را منعکس می‌کنند و در نتیجه گیلداین از دیدگاه خواننده به راوی غیرقابل اعتمادی تبدیل می‌شود.
جلد یکم آتش و خون شامل محتواهای زیر است:
- «فتح تارگارین»: فتح هفت پادشاهی وستروس توسط اگان یکم تارگارین.[۱۰] منتشر شده در نسخه کمابیش مشابهی در دنیای یخ و آتش.[۱۱]
- «صلح اژدها»: سلطنت اگون یکم پس از فتح وستروس.[۱۲] در حالی که دوران سلطنت اگان یکم در دنیای یخ و آتش به‌طور خلاصه بیان شده‌است، هیچ بخشی از متن پیشتر منتشر نشده‌است.
- «پسران اژدها»:[۱۳] بر زندگی پسران اگون یکم، شاه انیس یکم تارگارین و شاه میگور یکم تارگرین تمرکز می‌کند، که با مرگ میگور و رسیدن پسر انیس، جهریس یکم تارگرین، به تاج‌وتخت پایان می‌یابد. نسخه خلاصه‌شده پسران اژدها در اکتبر ۲۰۱۷ با عنوان پسران اژدها در مجموعه کتاب شمشیرها منتشر شد.[۱۳]
- «وارثان اژدها»: که حدود ۱۷٬۰۰۰ واژه دارد، بر دوران سلطنت جهریس یکم و بحران جانشینی پس از مرگ پسرانش تمرکز دارد. نسخه خلاصه‌شده، شاهزاده سرکش، که قبلاً در گلچین سرکش‌ها در سال ۲۰۱۴ منتشر شده بود، با اکثر این فصل مشترک است.[۱۴]
- «مرگ اژدهایان»: با طول حدود ۶۰٬۰۰۰ واژگان،[۱۴] بر جنگ داخلی بزرگ معروف به رقص اژدهایان، جنگ میان رینیرا تارگرین و برادر ناتنی‌اش اگون بر سر تاج‌وتخت، تمرکز دارد. نسخه خلاصه‌شده در ۳۰٬۰۰۰ کلمه در پرنسس و ملکه گنجانده شده،[۱۵] که در مجموعه زنان خطرناک در سال ۲۰۱۳ منتشر شد.
- «پیامد - شاه پسر و نایب‌السلطنه‌هایش»: به پوشش چند سال اول سلطنت پسر جوان رینیرا، اگون سوم، زمانی که قلمرو توسط نایب‌السلطنه‌های اگون اداره می‌شد، می‌پردازد. به گفته گارسیا، در تعداد کل واژگان «تقریبا به اندازه» درازای مرگ اژدهایان است.[۱۴][۱۰]

آتش و خون به شکلی شبیه به شوالیه هفت پادشاهی نشان داده شده‌است. این کتاب شامل بیش از هفتاد و پنج تصویر سیاه و سفید اثر داگ ویتلی است.

## اقتباس
یک سریال از اچ‌بی‌او به نام خاندان اژدها، پیش‌درآمد برای بازی تاج‌وتخت، بر اساس موادی از آتش و خون ساخته شده‌است و بیشتر بر روی متن «مرگ اژدهایان» تمرکز دارد، نسخه‌ای توسعه‌یافته از پرنسس و ملکه که جنگ داخلی رقص اژدهایان را پوشش می‌دهد. این سریال توسط مارتین، وینس جراردیس، رایان کندال و میگل سپاچنیک تهیه شده‌است.